# Чиборак Дмитро Іванович
Дмитро́ Іва́нович Чибора́к (нар. 9 серпня 1957, с. Горішнє Залуччя, Снятинський район, Івано-Франківська область) — український театральний режисер, художній керівник Коломийського академічного обласного українського драматичного театру імені Івана Озаркевича, народний артист України (2016).

## Життєпис
Закінчив Київський інститут культури (курс Дмитра Чайковського).
Працював на Чернівецькому телебаченні, був асистентом, режисером, диктором.
Згодом переїхав у Коломию і почав працювати в одному з народних театрів.
Здобув освіту режисера в Київському театральному інституті ім. Карпенка-Карого (викл. Л. Олійник і Р. Коломієць).
1988 року очолював самодіяльний театр імені Гната Хоткевича.
1989 року взяв участь у відродженні Коломийського українського драматичного театру імені Івана Озаркевича. З тих пір є його художнім керівником і натхненником.
1998 року йому було присвоєне звання заслуженого артиста України.
Член НСТДУ з 2011 року.
Є організатором Всеукраїнського театрального фестивалю «Коломийські представлення».
2016 року удостоєний звання народного артиста України.

## Вистави
- «Довбуш», «Гуцульський рік» Гната Хоткевича
- «Іродова морока», «Отак загинув Гуска» Пантелеймона Куліша
- «Земля», «Юда» Ольги Кобилянської
- «Верховинці» Юзефа Коженьовського
- «Камінний хрест» Василя Стефаника[7]
- «Гроші» Івана Карпенка-Карого